# Andre Padmore
Andre Omar Padmore (* 16. Dezember 1982) ist ein Badmintonspieler aus Barbados. 

## Karriere
Andre Padmore nahm 2007 und 2011 an den Panamerikanischen Spielen teil, 2009 startete er bei den Panamerikameisterschaften im Badminton. Bei den Panamerikaspielen erreichte er mit Platz neun seine besten Platzierungen. Bei den Panamerikameisterschaften war Platz sechs mit dem Team sein bestes Resultat.